# PunkBuster
A PunkBuster (röviden PB) egy, az Even Balance által fejlesztett anti-cheat, vagyis „csalást kiszűrő program”, melynek célja, hogy a többjátékos lehetőségekkel ellátott játékokból kiszűrje a csalókat. Több népszerű játéksorozat is integrálta már ezt a megoldást, pl. Call of Duty, vagy a Battlefield. Sajnos a népszerűségéből adódik a legnagyobb hátránya is, ugyanis már többeknek sikerült olyan csalást készíteniük, mely megkerüli a védelmi funkcióit.

## GUID
A GUID jelentése Globálisan Egyedi Azonosító, a PB ezt használja a játékosok azonosítására és 32 karakterből áll. Legtöbb esetben a játék telepítése során megadott CD-kulcsból generálódik (a kulcsot nem lehet visszafejteni belőle) emellett a hardverünket is ellátja egy azonosítóval. Ez alapján tilt ki játékosokat a szerverről, vagy ad nekik különleges privilégiumokat. A program használata licenc feltételekhez van kötve. A feltételek megszegése esetén a PB alkalmazhat GLOBAL PUNKBUSTER GUID BAN-t, ami annyit jelent, hogy abban a játékban azzal a GUID-dal (CD-kulcs) nem léphetünk be egy PB-vel védett szerverre se. Szigorúbb ennél a GLOBAL PUNKBUSTER HARDWARE BAN, mely az összes, PB által támogatott játékból kitiltja az illetőt a hardver azonosítója alapján.

## Frissítés

### Automatikus
Frissítés esetén a program képes arra, hogy frissítse önmagát, a szervert és a klienst egyaránt. A futó játékszerverek bizonyos időközönként ellenőrzik, hogy elérhető-e valamilyen frissítés a hivatalos master szervereken, és ha igen, beszerzik azt. A kliensek frissítése a játékszerverről történik, miközben a kliens zavartalanul játszik. Hálózati akadályok miatt gyakran előfordul, hogy a kliens nem tudja frissíteni magát. Ilyen esetekben a szerver kirúgja a klienst, mivel a szervereken mindig csak az aktuális legfrissebb verziót használó kliensek lehetnek jelen.

### Kézi
Az EvenBalance elérhetővé tette a PBSetup programját azok számára, akiknek problémát jelent az automatikus frissítés. Ez a korábbi parancssoros PBWeb programot hivatott leváltani.

## Védelem

### Memória ellenőrzés
A program folyamatosan ellenőrzi gépünk fizikai memóriáját, csalásra utaló nyomok után kutatva. Sajnos az alkalmazott módszer megköveteli, hogy a PB adatbázisában már létezzen a csalás memórialenyomata, ellenkező esetben a program nem ismeri fel azt.

### Képernyőkép-készítés
Játék közben a kliens oldali PB képeket készít a képernyőnkről, majd a képeket feltölti a szerverre, ahol a játék zajlik. Ezeket a képeket később a szerver gazdája letöltheti és ellenőrizheti, hogy látszik-e csalás rajtuk. A képek nem mindig tökéletesek, vagy egyáltalán nem is készülnek el. Ezt rengeteg dolog okozhatja, gyenge hálózati kapcsolat, hibás grafikus driver, operációs rendszer biztonsági korlátozásai, egyéb programok, driverek és akár csalások is.

### Fájlellenőrzés
Lehetőség van ellenőrizni a kliens játékának könyvtárában található fájlokat. Az ellenőrizendő fájlokat előre be kell állítani. Az ellenőrzéshez szükség van az adott fájl MD5-ben generált azonosítójára. Ez egyedileg beazonosít egy fájlt, így ha a kliens gépén az egyik fájl módosításra került, az MD5-ben generált azonosítója el fog térni. Be lehet azt is állítani, hogy egy adott fájl ne lehessen jelen a kliensnél. Ha a PB módosított, vagy olyan fájlt talál a kliensnél, aminek nem kellene ott lennie, MD5Tool Mismatch üzenettel kirúgja a klienst a szerverről.
Előfordul, hogy a játékos hálózati kapcsolata gyenge, vagy már kifagyott a szerverről és csak "szellemként" van jelen a szerveren, ilyenkor a PB Ignoring MD5Tool Queries üzenettel kirúgja a játékost a szerverről. Ez annyit tesz, hogy a szerver által küldött ellenőrző kérésekre a kliens nem küld választ (természetesen a csalás sem zárható ki, mint lehetséges ok).

### Beállítások ellenőrzése
Szinte minden játék engedélyezi, hogy bizonyos módosításokat eszközöljünk, ilyenek pl. a grafika, hálózat, irányítás. Ezeket a beállítások elvégezhetők a játékon belül, emellett egyes játékok ezeket a beállításokat szabadon módosítható konfigurációs fájlokban tárolják. Ezekben a fájlokban kézzel esetleg beállíthatók olyasmik, amikre játékon belül nincs lehetőségünk. A PB lehetőséget ad, hogy a játék beállításait ne lehessen bizonyos értékre, vagy tartományba állítani, ezzel megakadályozható, hogy egyesek előnyre tegyenek szert (pl. azzal, hogy kikapcsolják a pályán a bokrokat).

### „Bindek” ellenőrzése
A beállításokhoz hasonlóan lehetőség van a kliens bindjeit (gombokra rögzített parancsok) ellenőrizni. Ez azért hasznos, mert egyes csalások a játékon belül kiadott parancsokat figyelik, ezzel a módszerrel pedig kiszűrhető, ha valakinek csalásra utaló parancs van az egyik gombjára bindelve.

### Naplózás
A PB rendelkezik naplózási funkcióval, mely többek között tárolja, hogy ki mikor és milyen azonosítóval kapcsolódott, milyen kihágásokat talált, kiket rúgott ki és miért, stb. Ez önmagában nem minősül védelemnek, de a távoli naplózással egybekötve már talán a leghatékonyabb módszer a csalók szűrésére.

### Távoli naplózás
A naplófájlt nem csak lokálisan tároljuk, hanem el is küldhetjük egy külső szervernek. Ezt a folyamatot nevezik streamelés-nek és azt a célt szolgálja, hogy a nagyobb anti-cheat közösségek tiltólistájára felkerüljön a mi szerverünkön elkapott csaló. Népszerűbb oldalak, melyek támogatják a streamelést: Game-Violations, PBBans, Punksbusted. A tiltólisták általában elérhetők fájl formájában, ami a szerverre feltöltve távol tartja a korábban már lebukott csalókat.

## Szerverirányítás

### WebTool
Egy nagyon egyszerű HTML felületen keresztül irányíthatjuk a szervert. Pályát válthatunk, kirúghatunk játékosokat, vagy kiadhatunk egyéb konzol parancsokat.

### PowerPoints
A PunkBuster minden szerveren tartózkodó játékosnak ad valamennyi Power pontot (alapértelmezett 1 pont). A birtokolt pontok mennyisége meghatározza, hogy milyen jogaink vannak az adott szerveren. GUID alapján adhatunk a játékosoknak extra pontokat, amit felhasználhatnak pl. a szerver irányítására (ha be van állítva), vagy ha ki kell szavazni egy játékost a szerverről, a több ponttal rendelkezők szavazata értelemszerűen annyival több ponttal járul hozzá a kirúgáshoz.

## Útmutatók
Támogatott játékok. (Hozzáférés: 2009. július 18.)
PB Szerver Admin Útmutató (CoD). [2006. március 12-i dátummal az eredetiből archiválva]. (Hozzáférés: 2009. július 18.)
PB Játékos Útmutató (CoD). [2005. december 16-i dátummal az eredetiből archiválva]. (Hozzáférés: 2009. július 18.)

## Külső hivatkozások
- Hivatalos oldal
- Névjegy